# Lorne Michaels
Lorne Michaels, CM – kanadyjsko-amerykański producent telewizyjny, scenarzysta i komik, znany głównie jako współtwórca i producent Saturday Night Live.

## Filmografia
- Gilda na żywo (1980) (scenarzysta i producent)
- Nothing Lasts Forever (1984)
- Trzej amigos (1986)
- Świat Wayne’a (1992)
- Stożkogłowi (1993)
- Świat Wayne’a 2 (1993)
- Lassie (1994)
- Tomcio Grubasek (1995)
- Stuart Saves His Family (1995)
- Czarna owca (1996)
- Kids in the Hall: Brain Candy (1996)
- Odlotowy duet (1998)
- Superstar (1999)
- Człowiek z księżyca (1999)
- The Ladies Man (2000)
- Enigma (2001)
- Wredne dziewczyny (2004)
- Hot Rod (2007)
- Baby Mama (2008)
- MacGruber (2010)

## Nagrody
- Nagroda Emmy
  - Najlepszy serial komediowy: 2007 Rockefeller Plaza 30
  - 2008 Rockefeller Plaza 30
  - 2009 Rockefeller Plaza 30
  - Najlepszy program komediowy: 1976 Saturday Night Live
  - 1977 Saturday Night Live
  - 1993 Saturday Night Live
  - Najlepszy program komediowy: 1999 Saturday Night Live: 25th Anniversary
  - Najlepszy scenariusz w programie komediowym: 1978 Saturday Night Live
  - 1989 Saturday Night Live
  - 2002 Saturday Night Live
  - Najlepszy program komediowy: 1973 Lily (1973 special)
  - 1975 The Lily Tomlin Special
  - 1977 The Paul Simon Special